# Vụ Dreyfus

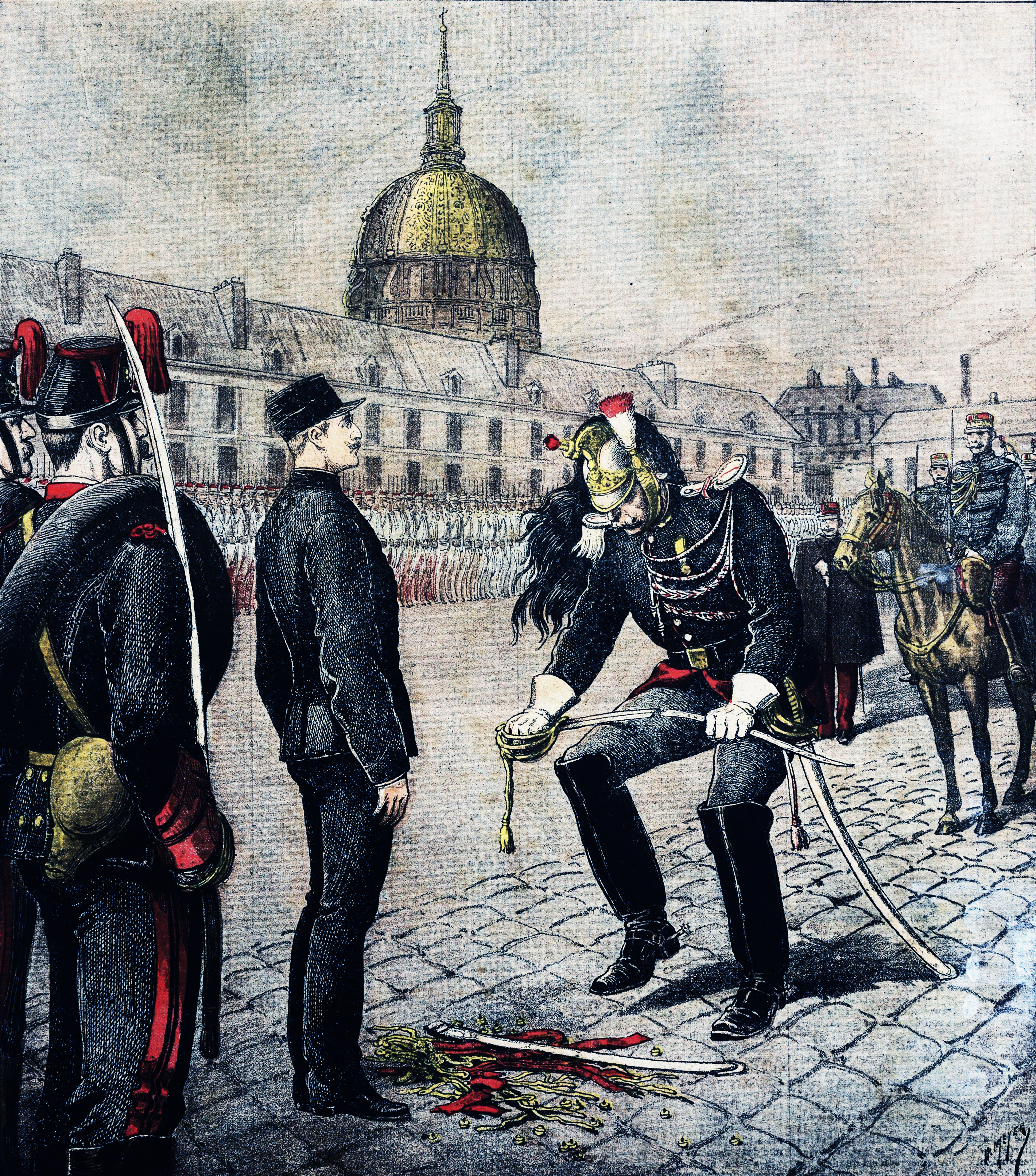
Alfred Dreyfus bị giáng chức, ngày 5 tháng 1 năm 1895. Tranh của Henri Meyer trên trang bìa của tờ Petit Journal ngày 13 tháng 1 năm 1895, với ghi chú « Kẻ phản bội ».

Vụ Dreyfus là một cuộc xung đột chính trị-xã hội nghiêm trọng trong nền Đệ tam cộng hòa Pháp vào cuối thế kỷ 19, xoay quanh cáo buộc tội phản quốc đối với đại úy Alfred Dreyfus, một người Pháp gốc Alsace theo Do Thái giáo, người mà cuối cùng được tuyên bố vô tội. Nó đã khuấy đảo xã hội một cách sâu sắc trong suốt 12 năm (1895-1906), trong đó hầu như toàn thể các giới trong xã hội Pháp chia thành hai phe ủng hộ Dreyfus (dreyfusard) và chống Dreyfusard (anti-dreyfusard) và dẫn đến nhiều hệ lụy với nước Pháp về sau.
Bản kết án cuối năm 1894 đối với đại úy Dreyfus – về tội để lộ những tài liệu bí mật của Pháp cho người Đức – là một sai lầm tư pháp có nguồn gốc từ nỗi sợ gián điệp trong bối cảnh niềm căm thù của người Pháp với người Đức sôi sục sau cuộc chiến tranh Pháp-Phổ năm 1871 và từ chủ nghĩa bài Do Thái, hai nét nổi bật trong tâm lý xã hội Pháp đương thời. Sự phanh phui vụ bê bối năm 1898, bởi Émile Zola trên bài báo tựa đề « Tôi kết tội...! » (J'Accuse...!), đã gây ra một chuỗi những cuộc khủng hoảng chính trị và xã hội có một không hai ở Pháp. Ở cực điểm vào năm 1899, vụ bê bối đã bộc lộ những rạn nứt trong nước Pháp dưới nền Đệ tam cộng hòa, khi mà sự tranh cãi giữa hai phe đã dẫn tới những cuộc luận chiến hết sức gay gắt về chủ nghĩa dân tộc và chủ nghĩa bài Do Thái. Nó chỉ thực sự chấm dứt vào năm 1906 khi một bản án của Tối cao pháp viện Pháp minh oan và phục hồi danh dự hoàn toàn cho Dreyfus.
Vụ bê bối này là biểu tượng hiện đại và phổ biến về sự bất công dưới danh nghĩa lợi ích quốc gia, và lưu lại một ví dụ rõ ràng nhất về một sai lầm tư pháp khó sửa chữa, với một vai trò quan trọng của báo chí và dư luận.

## Tóm tắt vụ Dreyfus

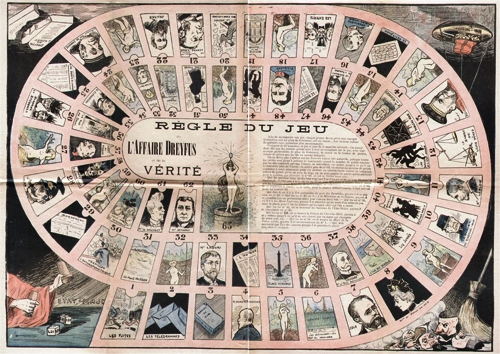
Jeu de l'oie của vụ Dreyfus

Cuối năm 1894, đại úy quân đội Pháp Alfred Dreyfus, cựu sinh viên Trường Bách khoa Paris, một người gốc Alsace Do Thái giáo, bị buộc tội đã để lộ cho người Đức một số tài liệu bí mật, bị kết án tù khổ sai chung thân về tội phản quốc và đày đi Đảo Quỷ thuộc Guyane. Vào lúc đó, các quan điểm của giới chính trị Pháp là hoàn toàn ác cảm với Dreyfus.
Một ít người không tán đồng bản án, trước hết là người anh trai Mathieu, rồi đến gia đình Dreyfus, đã cố gắng chứng minh sự vô tội của ông, sau được hưởng ứng bởi nhà báo Bernard Lazare. Đồng thời, trung tá Georges Picquart, người chỉ đạo vụ phản gián, khẳng định vào tháng 3 năm 1896 rằng kẻ phản bội thực sự phải là thiếu tá Ferdinand Walsin Esterházy. Tuy nhiên, bộ tham mưu từ chối xem xét lại quyết định của mình và thuyên chuyển Picquart tới Bắc Phi.
Để thu hút sự chú ý về sự yếu ớt trong các bằng chứng chống lại Dreyfus, tháng 7 năm 1897 gia đình ông đã liên hệ với chủ tịch danh dự của Thượng viện Auguste Scheurer-Kestner người đã thông cáo, sau đó ba tháng, ông đã chịu thuyết phục rằng Dreyfus vô tội, và cũng đã đồng thời thuyết phục Georges Clemenceau, một cựu nghị viên và nhà báo. Cùng tháng đó, Mathieu Dreyfus khiếu nại chống Walsin-Esterházy lên Bộ Chiến tranh. Khi phạm vi những người ủng hộ Dreyfus bắt đầu mở rộng, hai sự kiện xảy ra vào tháng 1 năm 1898 làm cho vụ việc trở nên có quy mô quốc gia: Esterházy được tha bổng, dưới sự ủng hộ của những người bảo thủ và những người dân tộc chủ nghĩa; và Émile Zola đăng bài « Tôi buộc tội...! »(J'Accuse...!) biện hộ cho phe ủng hộ Dreyfus (dreyfusard) đã lôi kéo được rất nhiều nhà trí thức. Một quá trình chia cắt nước Pháp bắt đầu, điều còn kéo dài cho đến hết thế kỷ. Các cuộc bạo động bài Do Thái bùng phát ở trên 20 thành phố nước Pháp, và người ta ghi nhận nhiều người đã thiệt mạng ở tỉnh Alger. Nền Cộng hòa bị chấn động, một số người thậm chí tin rằng nó đang lâm nguy và nỗ lực tìm cách chấm dứt vụ Dreyfus để vãn hồi sự ổn định.
Bất chấp mưu mô của quân đội muốn làm sự việc chìm xuống, bản án kết tội Dreyfus đầu tiên bị hủy bỏ bởi Tòa Thượng thẩm sau một cuộc điều tra kỹ lưỡng và một tòa án binh mới được thành lập ở Rennes năm 1899. Trái với mọi mong đợi, Dreyfus bị kết án một lần nữa, mười năm lao động khổ sai, dù sao, với những tình tiết giảm nhẹ. Kiệt sức với đợt đi đày 4 năm trời, Dreyfus đã chấp nhận lệnh đặc xá của Tổng thống Émile Loubet. Phải đến năm 1906 sự vô tội của ông mới được thừa nhận chính thức thông qua một án quyết không chiếu xét của Tối cao Pháp viện. Được phục hồi danh dự, đại úy Dreyfus trở lại quân ngũ với quân hàm thiếu tá và tham gia vào Thế chiến I. Ông mất năm 1935.
Những hậu quả của vụ bê bối này là không kể hết và động chạm tới mọi khía cạnh trong đời sống công chúng Pháp: chính trị (nó cống hiến thắng lợi cho nền cộng hòa và trở thành một thứ huyền thoại lập quốc (mythe fondateur) khi làm sống dậy chủ nghĩa dân tộc, quân sự, tôn giáo (nó đã kéo chậm lại cuộc cải cách Công giáo ở Pháp, cũng như sự dung hợp vào nền cộng hòa của những người Công giáo), xã hội, tư pháp, truyền thông, ngoại giao và văn hóa (chính trong thời kỳ này mà thuật ngữ giới trí thức (intellectuel) đã ra đời). Vụ việc cũng có tác động tới quốc tế với phong trào phục quốc Do Thái thông qua một trong những người sáng lập, Théodore Herzl, và bởi những cảm xúc do những cuộc biểu tình bài Do Thái gây nên trong cộng đồng người Do Thái ở Tây và Trung Âu.

### Thuật ngữ liên quan
Trong các tài liệu tiếng Pháp về vụ Dreyfus, các thuật ngữ na ná nhau có thể gây bối rối:
- Dreyfusards chỉ những người ủng hộ Dreyfus sớm nhất, theo đuổi sự thừa nhận vô tội cho ông ngay từ đầu.
- Dreyfusiste chỉ những người quan tâm sau đó tới vụ án và nhìn thấy từ vụ này sự cần thiết giải quyết các câu hỏi lớn hơn về chính trị-xã hội Pháp (một số dreyfusard cũng nằm trong số họ).
- Dreyfusiens là thuật ngữ chỉ những người hưởng ứng bài báo « L'Appel à l'union » ("Lời kêu gọi thống nhất") trên tờ Le Temps tháng 1 năm 1899, là những người thông cảm cho Dreyfus nhưng cảm thấy mối chia rẽ đã đẩy nước Pháp tới bờ vực hiểm nghèo và họ đóng vai trò cân bằng hai phe. Đây là lực lượng thường ủng hộ các chính sách của Waldeck-Rousseau và cổ vũ sự thế tục hóa xã hội.

## Bối cảnh vụ Dreyfus

### Bối cảnh chính trị
Năm 1894, nền Đệ tam Cộng hòa Pháp đã được 23 năm tuổi, và đã trải qua tới ba cuộc khủng hoảng (chủ nghĩa Boulanger năm 1889, vụ bê bối Panama năm 1892, và nguy cơ vô chính phủ phản ánh trong một chuỗi đạo luật những năm 1893-1894) chỉ củng cố nó thêm. Các cuộc bầu cử năm 1893, tập trung vào câu hỏi xã hội, đã đem lại chiến thắng cho những người phái cộng hòa(hơn một nửa số ghế trên tổng số hơn 500 ghế nghị viện) trước phái hữu bảo thủ, cũng như trước những người cấp tiến(khoảng 150 ghế) và những người xã hội chủ nghĩa(33 ghế)
Phe đối lập của những người cấp tiến và xã hội chủ nghĩa thúc đẩy việc cai trị vào trung tâm nơi các lựa chọn chính trị định hướng theo chủ nghĩa bảo hộ kinh tế, một sự thờ ơ rõ ràng đối với câu hỏi xã hội, một sự sẵn sàng để phá vỡ sự cô lập quốc tế, với đồng minh Nga và với sự phát triển của Đế quốc Pháp. Chính sách trung tâm này đã gây nên sự bất ổn nội các, một số những người phe cộng hòa trong chính phủ đôi khi 
bắt tay với những người cấp tiến, khi thì các nhóm bảo hoàng bắt tay với nhau (những người ủng hộ Công tước Orléans,orleanistes, và những người phái chính thống-tức những người ủng hộ nhà Bourbon-légitimistes), và năm nội các đã thay nhau từ 1893 tới 1896. Sự bất ổn nội các nhân đôi sự mong manh của ghế tổng thống: Sadi Carnot bị ám sát 24 tháng 6 năm 1894, người kế nhiệm Jean Casimir-Perier cũng từ nhiệm ngày 15 tháng 1 năm 1895 và được thay thế bởi Felix Faure.
Sau sự sụp đổ của nội các cấp tiến của Léon Bourgeois năm 1896, Tổng thống Faure chỉ định Jules Méline, một người theo chủ nghĩa bảo hộ dưới thời Jules Ferry. Nội các này đóng vai trò đối lập với cánh tả và một số người cộng hòa(nhất là Liên minh những người tiến bộ) và hành động luôn nhận được sự ủng hộ của cánh hữu. Rất ổn định, nó đã làm giảm bớt các căng thẳng về tôn giáo(kìm hãm cuộc đấu tranh chống tăng lữ), xã hội(thông qua luật về trách nhiệm trong tai nạn lao động) và kinh tế(duy trì chính sách bảo hộ thương mại) bằng việc dẫn dắt một nền chính trị hơi bảo thủ. Chính dưới nội các ổn định này lại bùng phát thật sự vụ Dreyfus.

### Bối cảnh quân đội

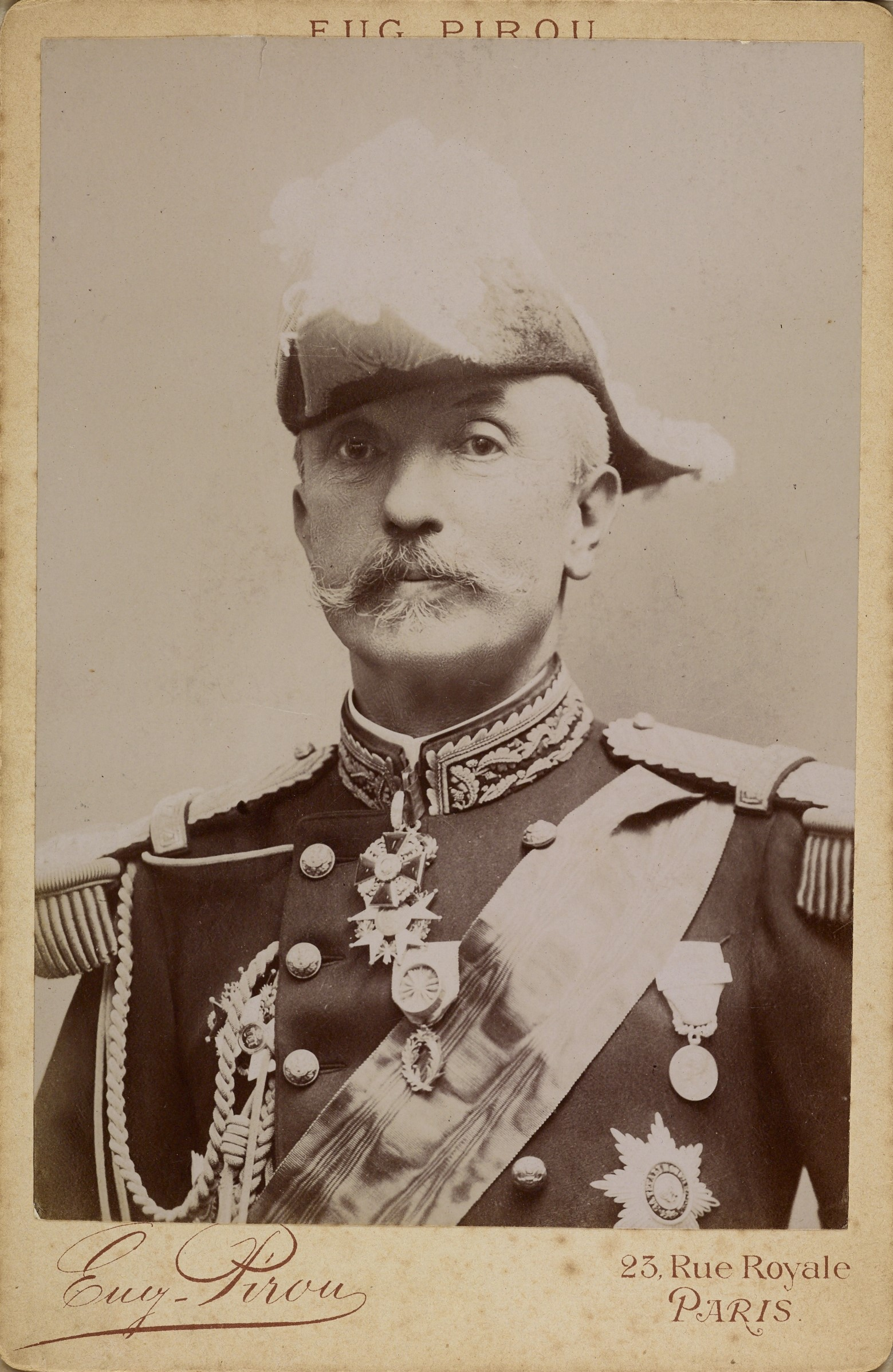
Tướng Raoul de Boisdeffre, người gây dựng liên minh quân sự với người Nga

Vụ Dreyfus đã diễn ra trong bối cảnh quân Phổ chiếm đóng Alsace và một phần Lorraine theo Hiệp ước Frankfurt năm 1871, nguồn cơn nuôi dưỡng những người dân tộc chủ nghĩa cực đoan nhất.Tổn thương tinh thần từ cuộc chiến năm 1870 có vẻ đã xa xôi, nhưng tinh thần phục hận vẫn luôn hiện hữu.Nhiều vai chính trong vụ Dreyfus người sinh trưởng ở vùng Alsace. Các nhà quân sự đòi hỏi những cách thức đáng kể để chuẩn bị cho cuộc xung đột tiếp theo, và chính dưới tinh thần này mà mối liên minh Pháp-Nga « phản tự nhiên » được thành lập ngày 27 tháng 8 năm 1892 với một hiệp ước quân sự. Quân đội đã được vực dậy sau thất bại, nhưng các viên chỉ huy của nó vẫn là những nhà quý tộc cũ theo khuynh hướng quân chủ, thành thử sự sùng bái ngọn cờ và sự khinh bỉ chế độ cộng hòa nghị viện vẫn là hai nguyên lý cơ bản của quân đội Pháp trong thời kỳ ấy.Trong khi nền Cộng hòa tung hô quân đội, quân đội lại xem thường nền Cộng hòa.
Nhưng từ hơn chục năm sau chiến tranh, nền quân đội Pháp cũng có một biến chuyển quan trọng, trong mục tiêu kép về dân chủ hóa và hiện đại hóa. Những sinh viên trường bách khoa cạnh tranh một cách hiệu quả với các sĩ quan tiến thân theo con đường quý tộc từ Trường quân sự cao cấp Saint-Cyr, những người gây nên những bất đồng, ghen tỵ trong số những hạ sĩ quan chờ đợi những đợt đề bạt thăng cấp. Thời kỳ này cũng đánh dấu một cuộc chạy đua vũ trang, với những cải tiến liên quan tới hỏa lực nặng(pháo nòng 120 và 155, Mẫu Baquet 1890, và những phanh thủy khí động mới) nhưng đồng thời và nhất là, sự tập trung vào vũ khí tối mật - mẫu nòng 75 ly 1897.
Ở đây liệt kê những hoạt động của cơ quan phản gián quân đội, còn gọi là Ban thống kê(« Section de statistiques »).Công tác tình báo,hoạt động có tổ chức và là công cụ của chiến tranh bí mật, vẫn là một điều mới mẻ vào cuối thế kỷ 19.Ban Thống kê được lập ra năm 1871 nhưng chỉ bao gồm một nhúm sĩ quan và dân thường. Chỉ huy của nó vào năm 1894 là trung tá Jean Sandherr, một người từ trường Saint-Cyr, sinh trưởng ở Mulhouse, một người bài Do Thái kiên quyết. Nhiệm vụ quân sự của nó là rõ ràng: thu thập tin tính báo về kẻ thù tiềm tàng của nước Pháp, và ngăn ngừa những thông tin sai lệch.Ban Thống kê được sự hỗ trợ bởi một bộ phận của Bộ Ngoại giao Pháp do một nhà ngoại giao trẻ, Maurice Paléologue phụ trách. Cuộc chạy đua vũ trang đã đem lại một bầu không khí căng thẳng trong nhiệm vụ phản gián những năm 1890.Vì vậy, một trong những nhiệm vụ của Ban là do thám đại sứ quán của Đức, đóng tại đường Lille, Paris, để ngăn chặn bất kỳ sự rò rỉ thông tin nào cho đối thủ. Năm 1890, nhân viên lưu trữ Boutonnet bị buộc tội đã bán các phương án về thuốc nổ melanit. Tùy viên quân sự Đức ở Paris năm 1894 là Bá tước Maximilien von Schwartzkoppen, người đã xây dựng một chính sách xâm nhập tỏ ra là có hiệu quả.
Kể từ đầu 1894, Ban thống kê điều tra về một vụ buôn bán các bản đồ chỉ huy liên quan đến Nice và Meuse, dẫn dắt bởi một đặc vụ mà người Đức và người Ý gọi là Dubois. Chính vụ này dẫn dắt đến nguồn gốc vụ Dreyfus

### Bối cảnh xã hội
Thời kỳ này được đánh dấu bởi sự phát triển của chủ nghĩa dân tộc và chủ nghĩa bài Do Thái. Sự gia tăng phong trào bài Do Thái, rất khắc nghiệt kể từ khi cuốn "Nước Pháp Do Thái"(La France juive) của Édouard Drumont được xuất bản 1886 (150 000 bản trong năm đầu tiên), đồng thời với sự gia tăng của chủ nghĩa tăng lữ. Những sự căng thẳng mạnh mẽ trong tất cả các tầng lớp xã hội, được thúc đẩy bởi một nền báo chí đầy ảnh hưởng và hầu như tự do viết lách và phân phối bất kỳ thông tin nào, kể cả mang tính xúc phạm hoặc vu khống. Những sai sót pháp lý là hạn chế nếu mục tiêu là những cá nhân. Chủ nghĩa bài Do Thái không từ cả tổ chức quân đội, trong đó duy trì những sự phân biệt đối xử ngầm ẩn. Đến mức trong các kỳ thì, với điểm tình thương nổi tiếng, sự cho điểm phi lý, mà Dreyfus phải chịu đựng ở trường thực hành Bourges. Một dấu hiệu của sự căng thẳng đó là các cuộc đấu tay đôi, bằng kiếm hay súng lục, thường xuyên xảy ra và đôi khi lấy đi mạng sống của người tham gia. Một số sĩ quan xuất sắc người Do Thái, bị khích động bởi một loạt các bài báo trên tờ Tiếng nói Tự do(La Libre Parôle) cáo buộc họ là phản bội từ giống nòi, đã thách đấu với các biên tập viên. Đại úy Cremieu-Foa, người Do Thái miền Alsace và cựu sinh viên trường Bách khoa đã bất phân thắng bại, nhưng một người Do Thái khác, đại úy Mayer, đã bị giết bởi hầu tước Morès, một người bạn của Drumont, trong một trận đấu tay đôi khác; thảm họa này đã gây những tình cảm đáng kể vượt ra ngoài cộng đồng Do Thái.Sự căm ghét Do Thái từ đó trở nên công khai, bao lực, được thúc đẩy bởi một bài báo trên chỉ trích sự hiện diện Do Thái ở Pháp với 80 000 người năm 1895 (trong đó 40 000 ở Paris), đông đúc hơn, hơn 45000 người ở Algérie.Số lượng phát hành của tờ La Libre Parole, vào khoảng 200 000 bản vào năm 1892 cho phép Drumont mở rộng độc giả bài Do Thái của mình tới một công chúng rộng rãi hơn, từng bị thụ hút bởi chủ nghĩa Boulanger trước kia. Chủ nghĩa bài Do Thái được truyền bá không chỉ bởi tờ này mà còn bởi tờ L'Éclair, Le Petit Journal, La Patrie, L'Intransigeant, La Croix, rút ra từ cội rễ bài Do Thái trong môi trường Công giáo chính thống, đã đạt đến đỉnh cao ở thời điểm vụ Dreyfus.

### Nguồn gốc:hành động gián điệp

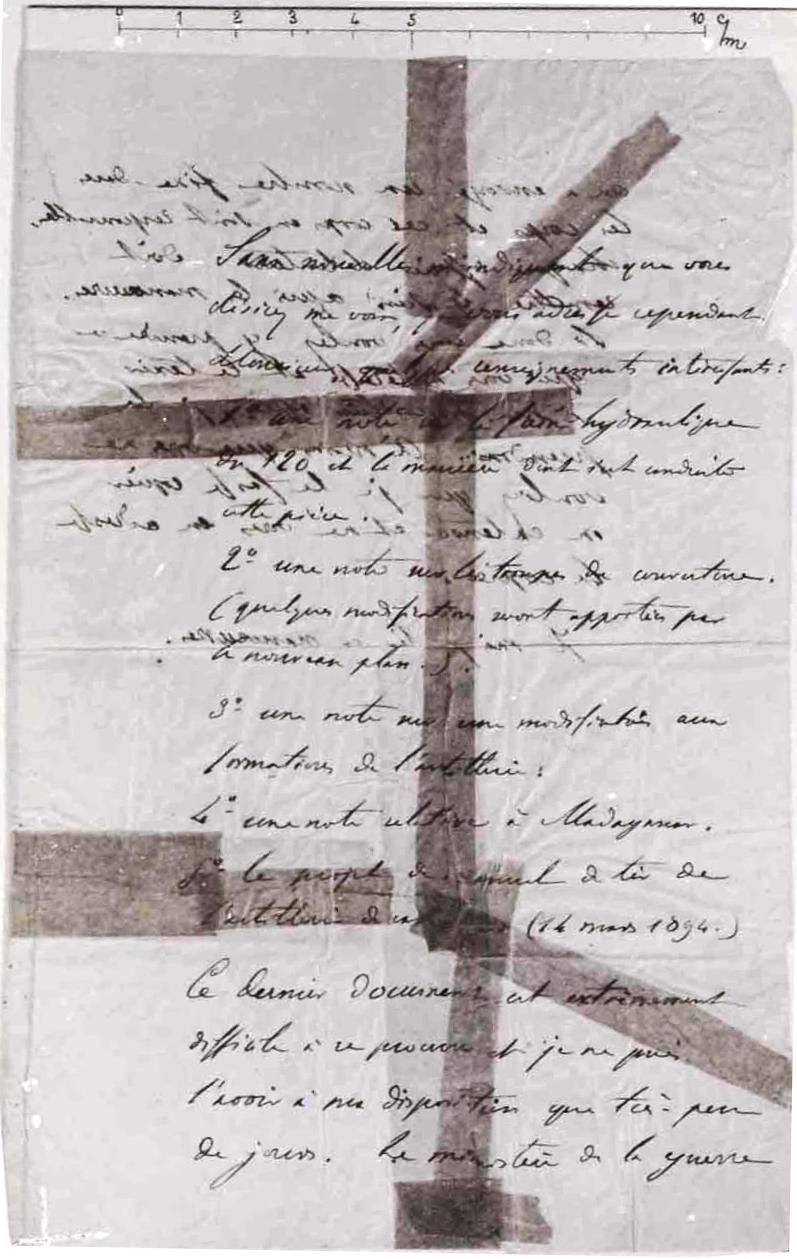
Ảnh chụp bản khai ngày 13 tháng 10 năm 1894. Bản gốc đã bị mất năm 1940

#### Tìm kiếm tác giả bản kê

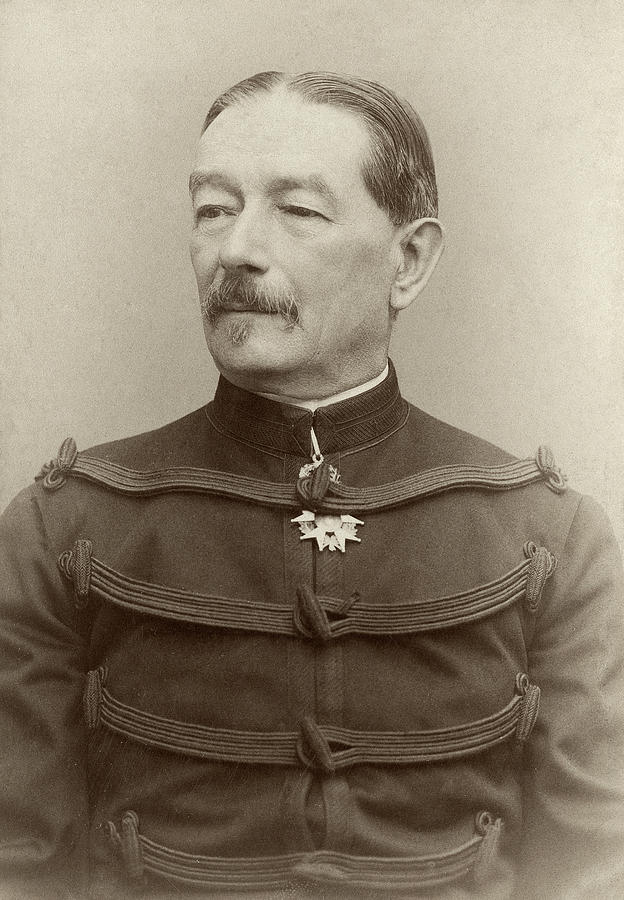
Tướng Auguste Mercier, Bộ trưởng Chiến tranh năm 1894

#### Giám định chữ viết

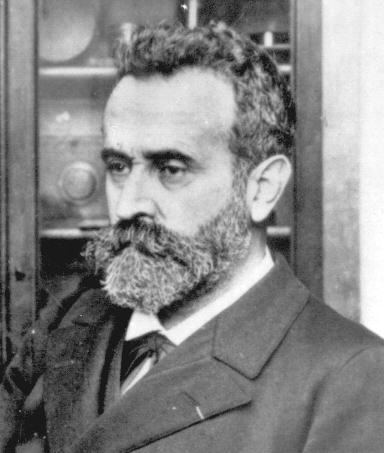
Alphonse Bertillon không hề là một chuyên gia về chữ viết tay nhưng đã phát minh ra lý thuyết về "sự tự rèn"(« l'autoforgerie »)

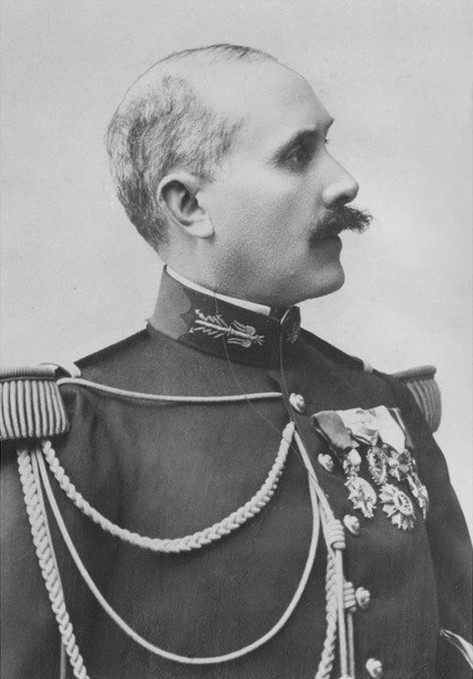
Thiếu tá du Paty de Clam, người chỉ đạo vụ điều tra, người tiến hành cuộc bắt giữ đại úy Dreyfus

#### Vụ xử: « Xử kín hay là chiến tranh ! »

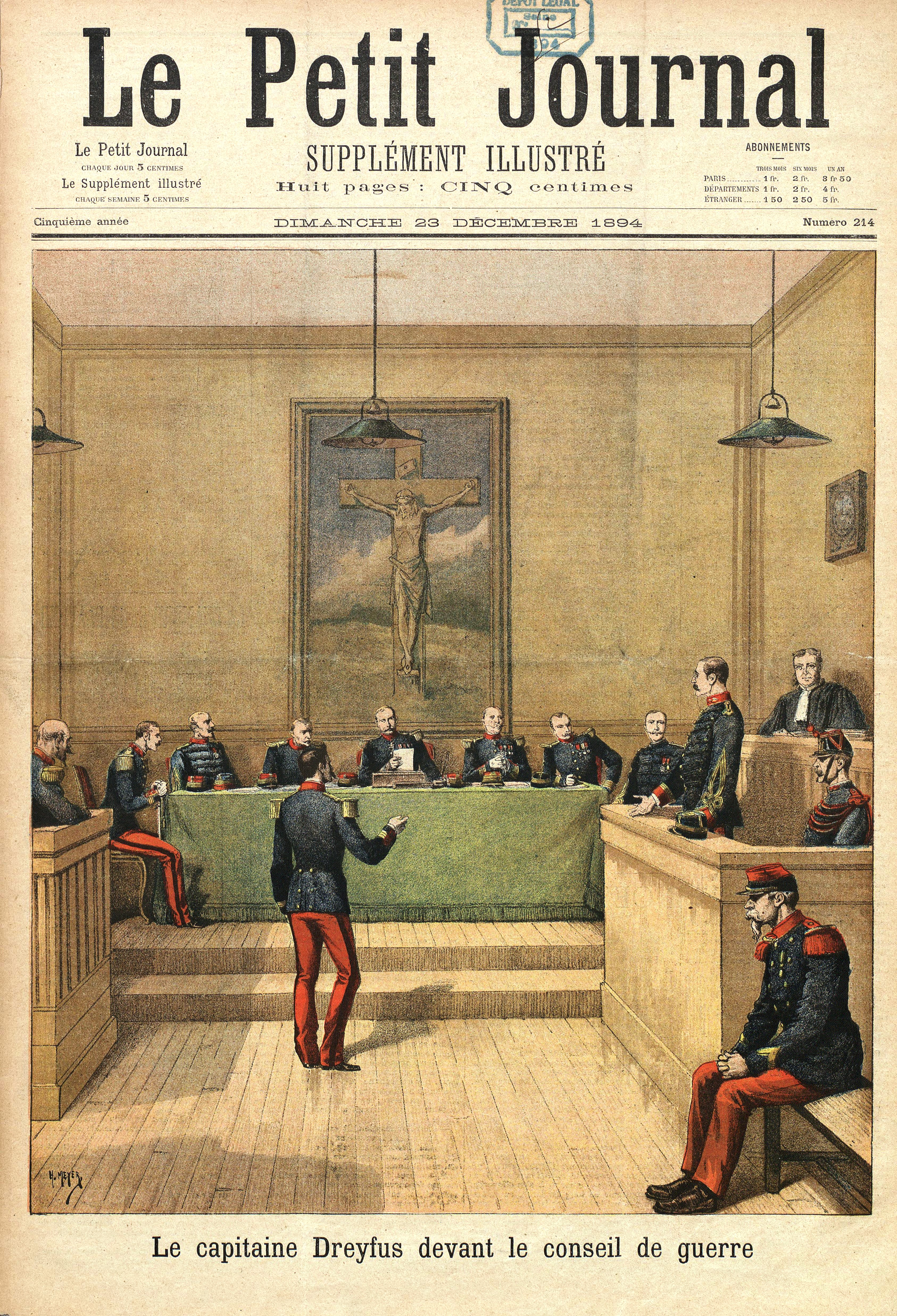
Bản in tờ Le Petit Journal ngày 23 tháng 12 năm 1894

#### Hồ sơ bí mật được gửi đến quan tòa

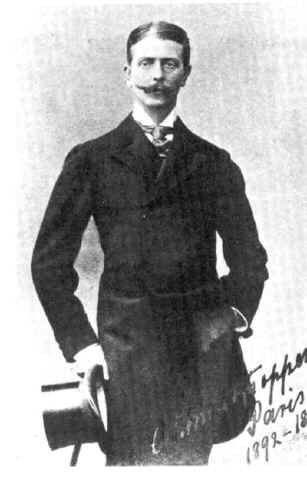
Max von Schwartzkoppen luôn khẳng định rằng chưa từng quen biết Dreyfus

#### Buộc tội, giáng chức và trục xuất

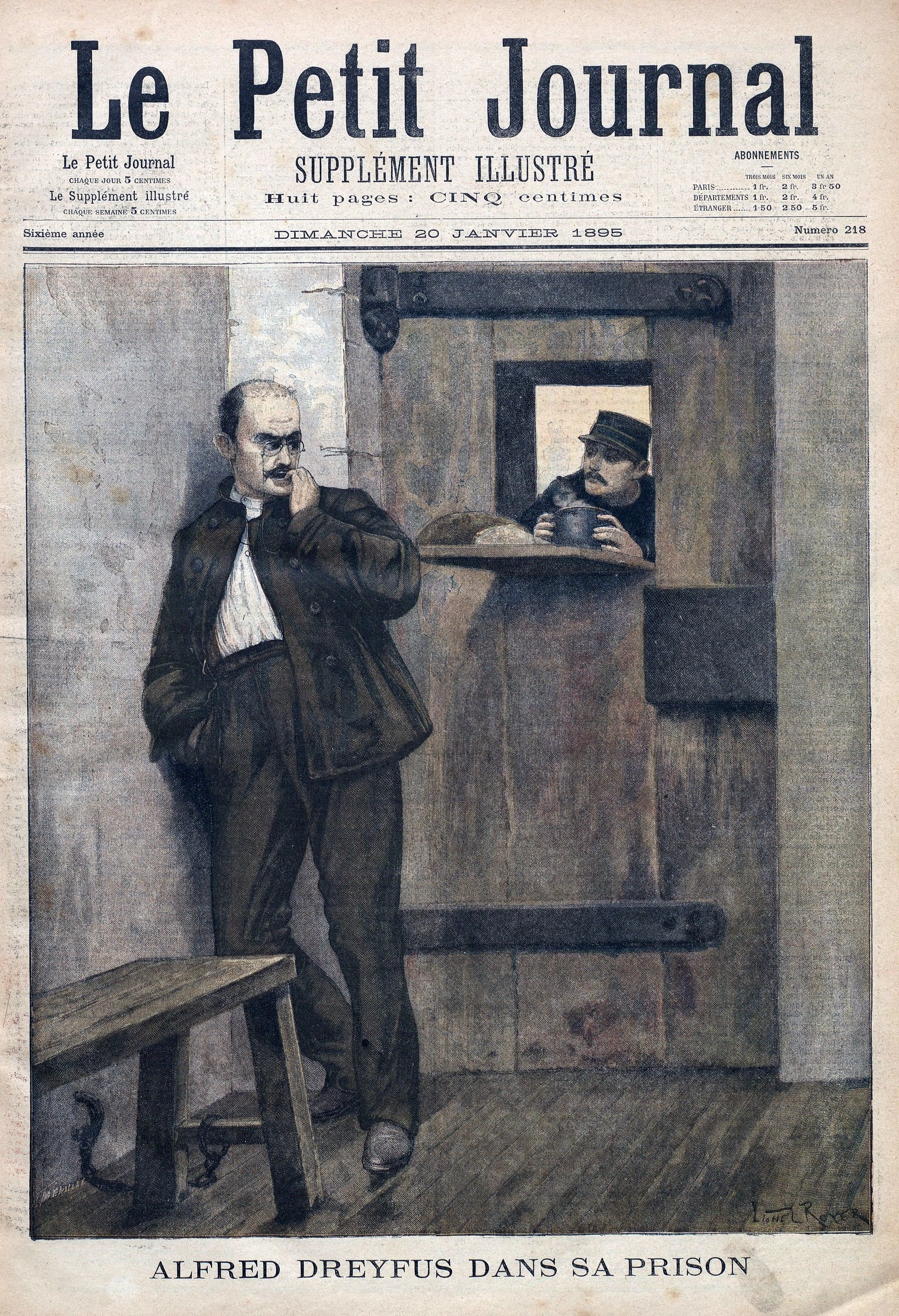
Một bản in tờ Le Petit Journal ngày 20 tháng 1 năm 1895

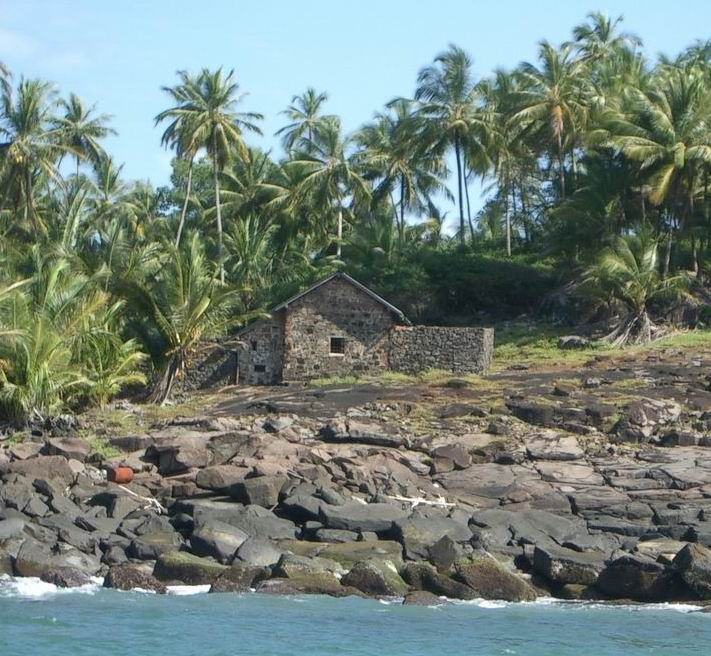
Buồng của Dreyfus ở Đảo Quỷ ở Guyane

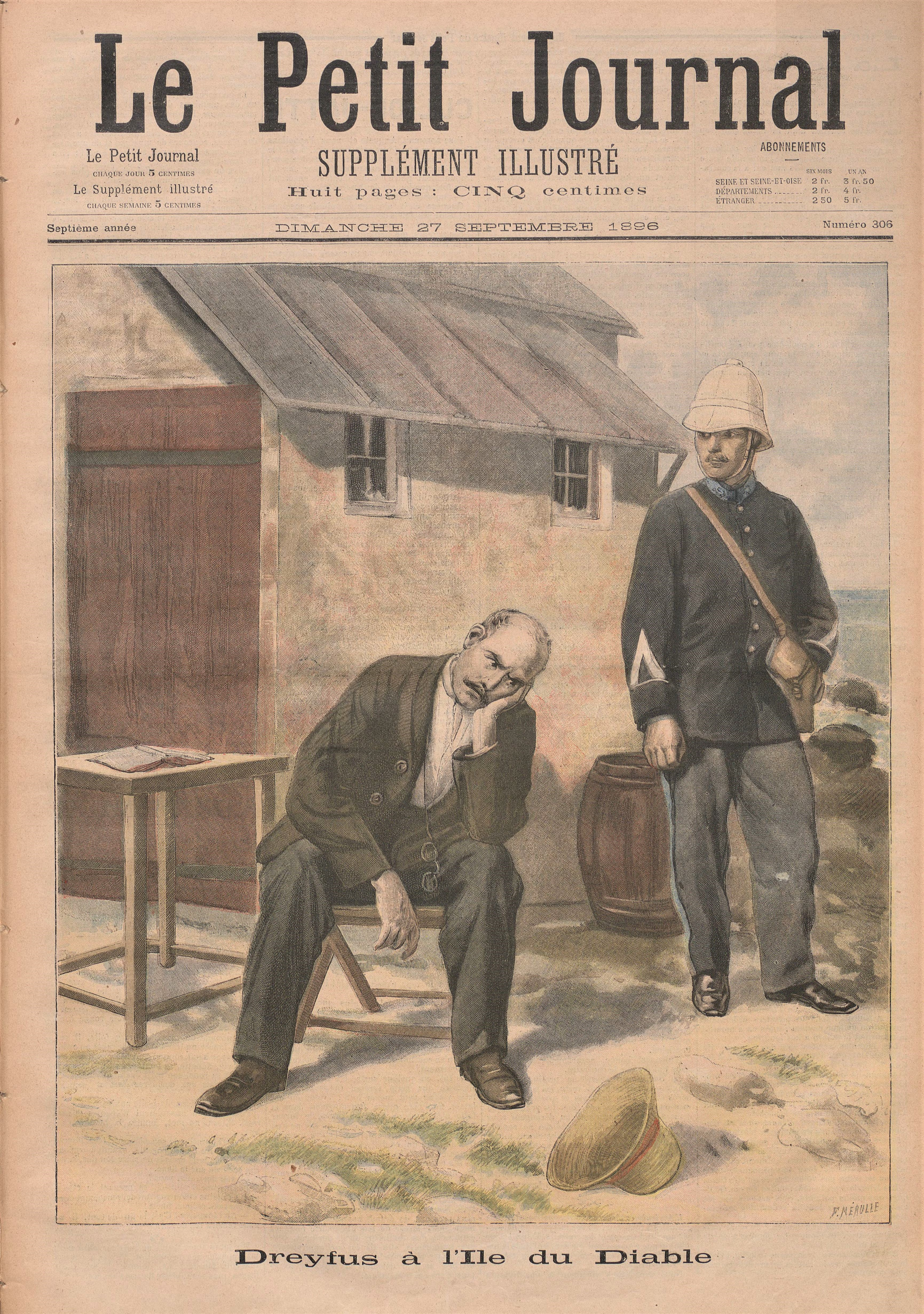
Một bản in tờ Petit Journal ngày 27 tháng 9 năm 1896

### Khám phá ra thủ phạm thực sự: Picquart "chuyển sang kẻ thù"

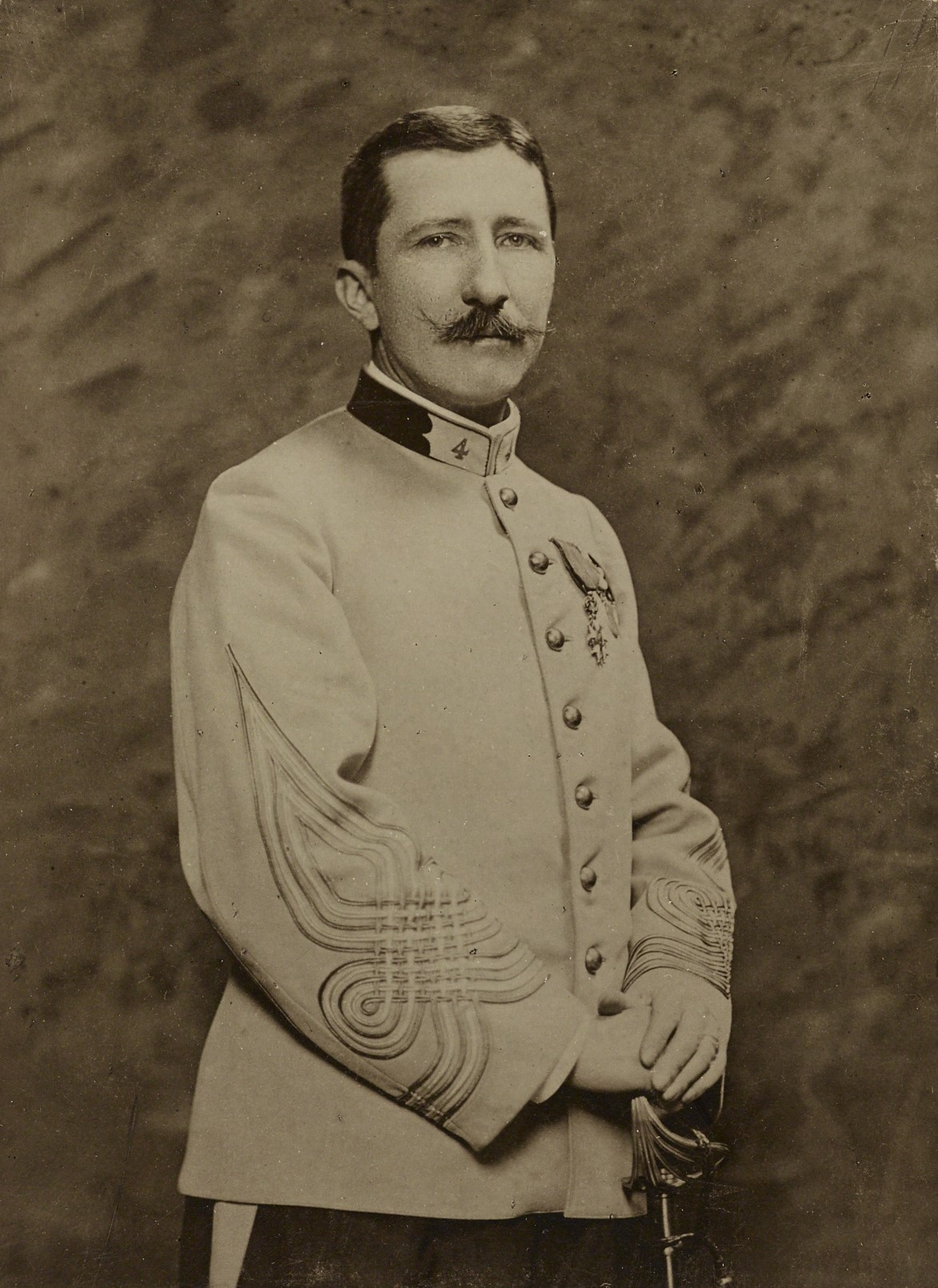
Trung tá Georges Picquart thời kỳ ở châu Phi

### Tố cáo Esterhazy và sự tiến triển của phong trào ủng hộ Dreyfus

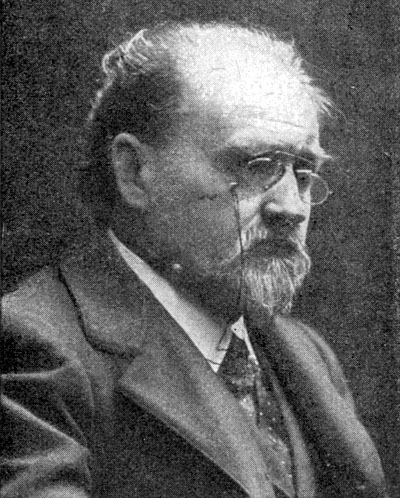
Émile Zola en 1898